# Jeanette Haga Holgersen
Jeanette Haga Holgersen (født 11. januar 1990 i Bergen) er norsk håndboldspiller. Hun spiller i den norske Postenligaen for Tertnes idrettslag.